# Comuna de Barciany
Barciany (polaco: Gmina Barciany) é uma gminy (comuna) na Polónia, na voivodia de Vármia-Masúria e no condado de Kętrzyński. A sede do condado é a cidade de Barciany.
De acordo com os censos de 2004, a comuna tem 6767 habitantes, com uma densidade 23 hab/km².

## Área
Estende-se por uma área de 293,62 km², incluindo:
- área agricola: 82%
- área florestal: 8%

## Demografia
Dados de 30 de Junho 2004:
|                      | Total   | Total | Mulheres | Mulheres | Homens  | Homens |
| -------------------- | ------- | ----- | -------- | -------- | ------- | ------ |
|                      | pessoas | %     | pessoas  | %        | pessoas | %      |
| População            | 6767    | 100   | 3350     | 49,5     | 3417    | 50,5   |
| Densidade (pop./km²) | 23      | 100   | 11,4     | 11,4     | 11,6    | 11,6   |

De acordo com dados de 2002, o rendimento médio per capita ascendia a 1518,06 zł.

## Comunas vizinhas
- Kętrzyn, Korsze, Sępopol, Comuna de Srokowo.